# Bibha Chowdhuri
Bibha Chowdhuri, née le 3 juillet 1913 à Calcutta et morte le 2 juin 1991, est une physicienne indienne. Elle a travaillé sur la physique des particules et les rayons cosmiques. Par suite de sa campagne NameExoWorlds de 2019, l'Union astronomique internationale a baptisé en son honneur Bibha l'étoile HD 86081, une étoile jaune-blanc de la séquence principale accompagnée d'une exoplanète dans la constellation du Sextant au sud de l'équateur céleste).

## Jeunesse et formation
Bibha Chowdhuri naît à Calcutta en 1913 dans une famille zamindar originaire du Bengale. Elle a quatre sœurs et un frère. Son père, Banku Behari Chowdhuri, est médecin. Sa tante, Nirmala Devi, est mariée à Sir Nilratan Sircarm, un éminent médecin et philanthrope. La famille de sa mère est membre du mouvement Brahmo Samaj.  
Chowdhuri poursuit son éducation primaire à la Bethune School de Calcutta, une des plus anciennes écoles pour filles d'Inde. Elle étudie la physique d'abord au Scottish Church College où elle obtient son Bachelor of Science puis au Rajabazar Science College de l'Université de Calcutta, où elle obtient son Master. Elle est la seule femme à obtenir sa maîtrise en 1936. Elle rejoint l'Institut Bose en 1939 et travaille avec Debendra Mohan Bose. Ensemble, ils découvrent des bosons (les pi-mesons, des particules instables sub-atomiques) et publient plusieurs articles sur les rayons cosmiques dans la revue Nature. Chowdhuri analyse des lots de plaques Ilford en demi-teintes exposées aux rayons cosmiques à différentes altitudes. Elle remarque que les désintégrations sont incurvées et émet l'hypothèse qu'il s'agit de l'effet de la dispersion multiple des particules. L'analyse n'est pas poussée plus loin car il n'y a pas de plaques d'émulsion plus sensibles disponibles alors que la Seconde Guerre mondiale fait rage.   
En 1945, Chowdhuri rejoint le laboratoire de Patrick Blackett pour ses études de doctorat, travaillant sur les rayons cosmiques à l'université de Manchester. Sa thèse de doctorat porte sur les gerbes atmosphériques. Elle la soumet en 1949 et obtient son doctorat en 1952. On ignore dans quelle mesure son travail a contribué au prix Nobel de Blackett.  

## Carrière et recherche

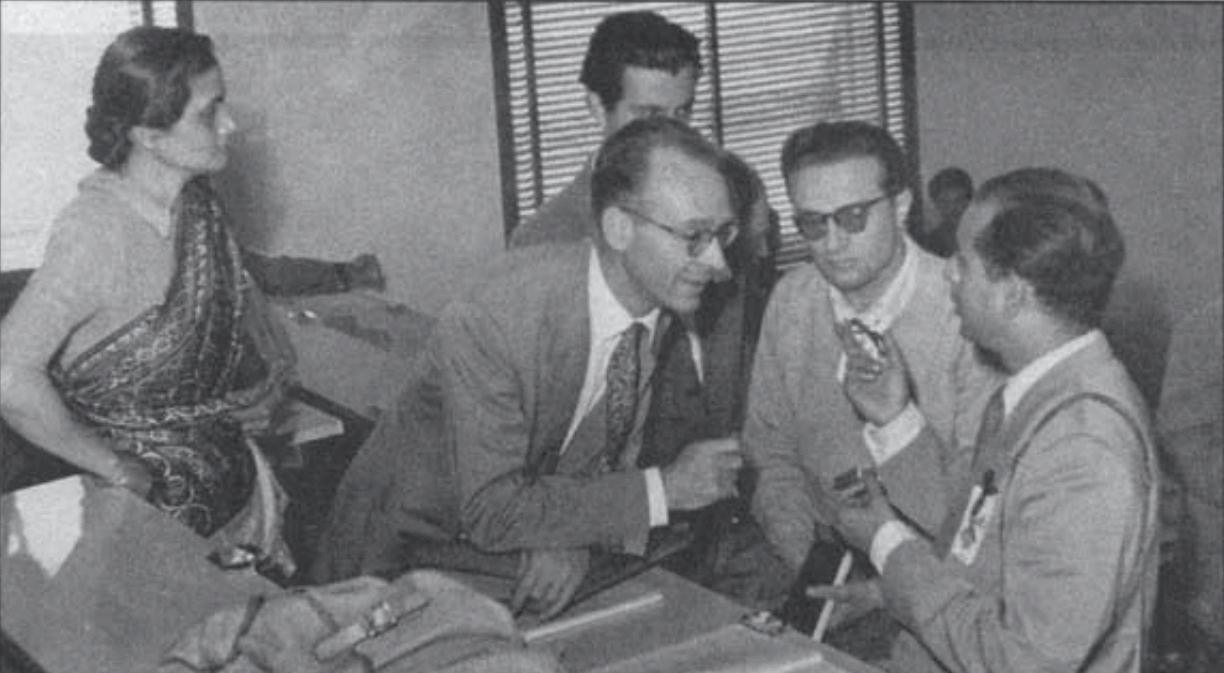
Bibha Chowdhuri à une conférence Internationalle à Pise, en Italie, en 1955.

Chowdhuri démontre que la densité des événements pénétrants est proportionnelle à la densité totale des particules d'une gerbe atmosphérique. Elle est interviewée par le Manchester Evening News et se désole : « c'est une tragédie que nous ayons si peu de femmes physiciennes aujourd'hui »[réf. nécessaire]. 
Chowdhuri retourne en Inde après son doctorat et devient la première femme chercheur à travailler à l'Institut Tata de recherche fondamentale, à Bombay, pendant huit ans. En 1954, elle est chercheuse invitée à l'Université du Michigan, référée par le Homi Bhabha National Institute en tant qu'étudiante diplômée exceptionnelle. Elle rejoint ensuite le Physical Research Laboratory, l'institut de recherche national indien sur l'espace, à Ahmedabad. Elle participe à l'expérience de désintégration de protons menée dans les champs aurifères kolaires, sous la supervision de M. G. K. Menon.    
Elle prend une retraite anticipée et continue à collaborer avec des scientifiques de l'Institut Saha de physique nucléaire, de l'Université de Calcutta, et de l'Indian Association for the Cultivation of Science.    
Elle continue à publier jusqu'à sa mort en 1991 sans avoir été reconnue pour ses découvertes.    

## Publications majeures
- (en) B. Chowdhuri et C. Saxena, « Multiple penetrating particles with narrow separation associated with extensive air showers (EAS) », Cosmic Physics, vol. 8, no 4,‎ avril 1977, p. 371-376.
- (en) Extensive air showers associated with penetrating particles, Manchester, University of Manchester Press, 1949.